# Glaciomar Machado
Glaciomar Machado (Teófilo Otoni, 31 de dezembro de 1939 – Rio de Janeiro, 17 de agosto de 2021) foi um médico brasileiro.
Foi eleito membro da Academia Nacional de Medicina em 1993.